# 佐賀県道25号多久若木線
佐賀県道25号多久若木線（さがけんどう25ごう たくわかきせん）は、佐賀県多久市から武雄市に至る県道（主要地方道）である。

## 概要
多久市東多久町大字納所から武雄市若木町大字川古に至る。女山峠は急カーブ、急勾配があり冬季は路面凍結もあったが、女山トンネルの開通により解消された。

### 路線データ
- 起点：佐賀県多久市東多久町大字納所（佐賀県道35号多久江北線交点）
- 終点：佐賀県武雄市若木町大字川古（国道498号交点）

## 歴史
- 1993年（平成5年）5月11日 - 建設省から、県道伊万里多久線の一部・県道多久長尾牛津線の一部が多久若木線として主要地方道に指定される[2]。
- 2014年（平成26年）度 - 女山トンネル着工[3]。
- 2015年（平成27年）10月20日 - 女山トンネル貫通[3]。
- 2017年（平成29年）11月19日 - 女山トンネル開通[1]。
- 2018年（平成30年）9月7日 - 佐賀県告示第359号により終点が若木町川古交差点から若木バイパス交点に延伸される[4]。
- 2021年（令和3年）4月1日 - 女山トンネルと並行する女山峠区間の県道指定が解除される[5][6]。

## 路線状況

### 重複区間
- 佐賀県道24号武雄多久線（多久市多久町・市民病院前交差点 - 多久市多久町・西多久分岐交差点）

### 道路施設

#### 橋梁
- 平瀬川（今出川、多久市）

#### トンネル
- 女山トンネル：延長1,259 m、2017年（平成29年）竣工、多久市 - 武雄市

## 地理

### 通過する自治体
- 多久市
- 武雄市

### 交差する道路
| 交差する道路                        | 市町村名 | 交差する場所     | 交差する場所       |
| ----------------------------------- | -------- | ---------------- | ------------------ |
| 佐賀県道35号多久江北線              | 多久市   | 東多久町大字納所 | 起点               |
| 佐賀県道24号武雄多久線 重複区間起点 | 多久市   | 多久町           | 市民病院前交差点   |
| 佐賀県道24号武雄多久線 重複区間終点 | 多久市   | 多久町           | 西多久分岐交差点   |
| 佐賀県道322号板屋厳木線             | 多久市   | 西多久町大字板屋 | 西部小学校前交差点 |
| 佐賀県道315号川古平山上線           | 武雄市   | 若木町大字川古   |                    |
| 国道498号                           | 武雄市   | 若木町大字川古   | 終点               |

### 沿線
- 多久市立病院
- 多久市立東原庠舎西渓校
- 小城警察署 西多久駐在所
- 武雄市立若木小学校

### 峠
- 女山峠（多久市 - 武雄市）